# Mary Delany

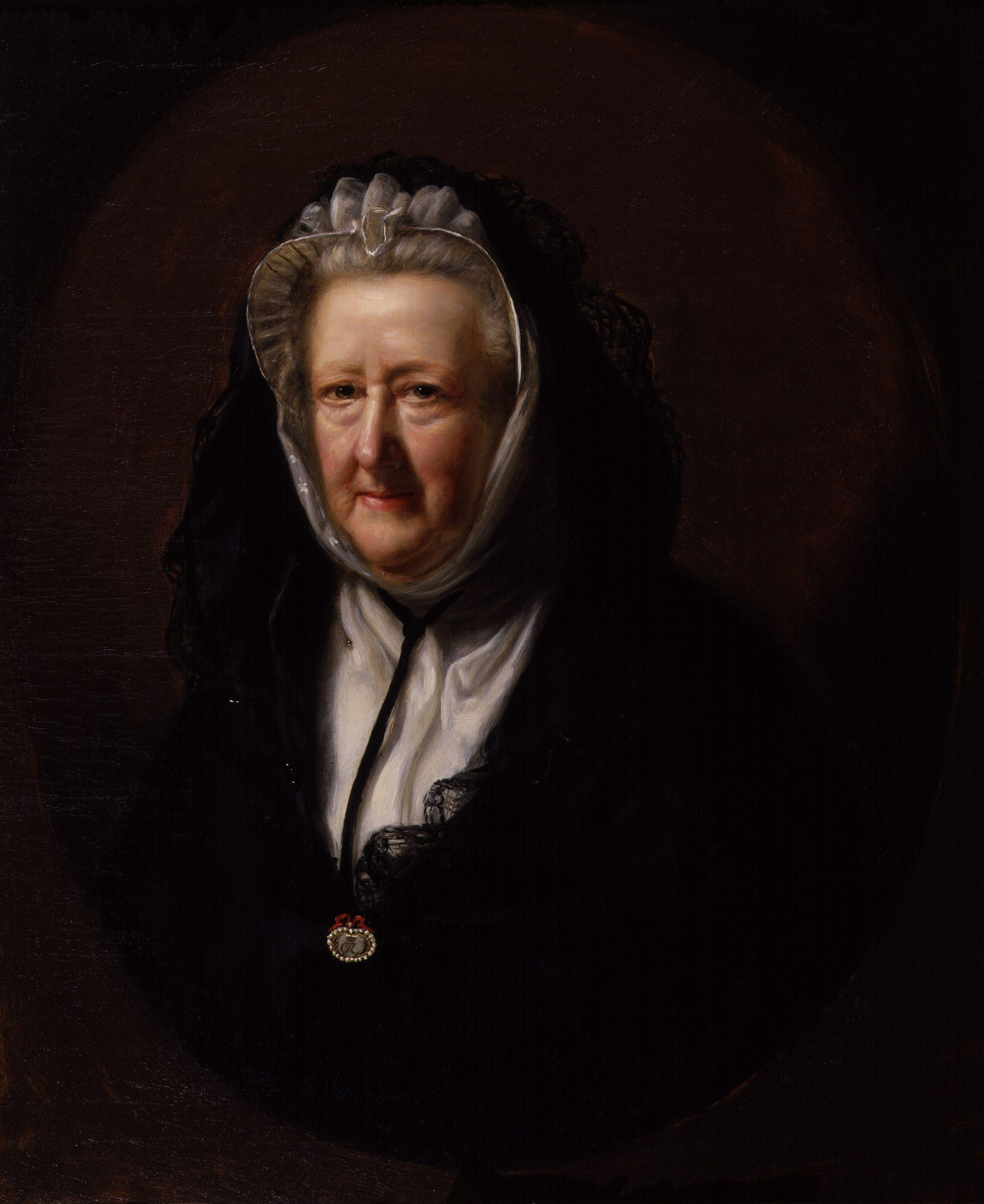
Porträtt av Mary Delany av John Opie, 1782.

Mary Delany, född Granville den 14 maj 1700 i Coulston, Wiltshire, död 15 april 1788 i Windsor, Berkshire, var en engelsk konstnär känd för sin pappersmosaik och sitt brevväxlande med den engelska societeten.

## Tidigt liv
Mary Delany var George Granville, Baron Lansdownes systerdotter. Hennes föräldrar var överste Bernard Granville och Mary Granville, född Westcombe, båda lojala tory-anhängare och rojalister, och hon hade en bror, Bernard, och en syster, Anne. När hon var ung flyttade familjen till London, och hon började på en skola där hon hade som lärare en fransk flykting, mademoiselle Puelle. Mary Delany skickades att bo med sin faster, lady Stanley, som var barnlös. Avsikten var att hon till slut skulle bli hovdam.
Medan hon bodde med lady Stanley undervisades hon i "engelska, franska, historia, musik, sömnad och dans...". Händels musik framfördes i hemmet, och kontakten med Händel varade resten av hennes liv. Planerna att bli hovdam omintetgjordes när drottning Anne dog 1714 och efterträddes av Georg I, som stöddes av Whigs, vilket medförde en maktförskjutning. Familjen Granville flyttade till en herrgård i Buckland i Gloucestershire, där de var ganska isolerade från den engelska societeten. Hon kunde emellertid fortsätta sin utbildning och sin papperskonst, som hon utvecklat sedan ung ålder.
I slutet av 1717 blev hon inbjuden att bo hos sin morbror, lord Lansdowne, i Wiltshire. Hon presenterades för Alexander Pendarves medan hon bodde där, och snart visade det sig att familjen önskade att de två skulle gifta sig. Pendarves var parlamentsledamot för Launceston och 60 år gammal, men Mary var bara 17. I februari 1718 gifte hon sig med honom.

## Liv som gift
Makarna for till Roscrow Castle i april. Redan under deras andra år som gifta var hon tvungen att sköta om sin man, som var sjuk i gikt. 1721 köpte paret ett hus i London. 1724 dog mannen plötsligt i sömnen, och lämnade sin unga fru som änka. Hon ärvde då inte det som fanns kvar av hans egendomar. "Mr. Pendarves, concerned with the bottle that allowed him to forget the loss of part of his fortune, had had no time to consider settling the rest of it on his wife."
Trots brist på materiella resurser erbjöd hennes liv som änka nya möjligheter. Änkor, till skillnad från gifta kvinnor, kunde röra sig fritt i societeten, och för första gången i sitt liv fick Delany ägna sig åt sina egna intressen utan att en man styrde över henne. Det kanske var på grund av sitt eget olyckliga äktenskap som hon inte var nöjd med de få möjligheter som kvinnor hade på 1700-talet. Eftersom hon inte hade ett eget hem efter mannens död, bodde hon hos olika släktingar och vänner. På Irland blev hon bekant med Patrick Delany, en irländsk präst, som redan var gift med en rik änka. Det var inte förrän år 1743, under en tur till London, som han friade till henne; de två gifte sig i juni 1743.
Paret Delany tillbringade ett år i London innan de flyttade till Dublin, där han Delany hade ett hem. De var båda mycket intresserade av botanik och trädgårdsarbete. Efter tjugofem års äktenskap, som de för det mesta framlevde i Irland, dog Patrick Delany i Bath, England, den 6 maj 1768, när han var 84 år, och Mary Delany blev ännu en gång änka.

## Senare liv
Som änka tillbringade Mary Delany mycken tid med Margaret Bentinck, Dowager Duchess of Portland, en nära vän. Båda två delade ett intresse för botanik. De gick ofta ut för att leda efter specifika exemplar. Det var under hennes vistelse med hertiginnan som hon blev bekant med två välkända botaniker: Joseph Banks och Daniel Solander. Den här kontakten med uppmuntrade Marys intresse för botanik och sporrade henne att lära sig mera om detta ämne, på vilket mycket av hennes blompappersskärning var baserad.

## Karriär som konstnär
Mary Delany hade alltid varit en ivrig och entusiastisk konstnär, men det var först under andra äktenskapet som hon äntligen hade tid att finslipa sin konst och sina färdigheter. Därutöver var hon kunnig i sömnad, ritning, målning och pappersskärning. Mary Delany är mest känd för sin papperskonst, "For these 'mosaicks' are coloured paper representing not only conspicuous details but also contrasting colours or shades of the same colour so that every effect of light is caught"
1771 började Mary Delany skapa decoupage, vilket var på modet bland damer i hovet. Hennes arbeten var enastående detaljerade och en botaniskt noggrann återgivning av växter. Hon använde silkespapper och sedan färgning för att skapa dessa verk. Hon skapade 1,700 av dessa verk, som hon kallade "Papers Mosaik [sic]", från att hon var 71 till 88 år, då hennes syn svek henne. Under den här tiden gjorde Mary Delany nästan 1,000 pappersblommor.
"Med den riktiga växten som förlaga skar hon ut små bitar av färgat papper som blev kronblad, ståndare, blomfoder, löv, vener, stjälk och andra delar av växten. Hon använde ljusare och mörkare papper för att skapa skuggning. Alltihop klistrade hon mot en svart bakgrund. Genom att placera en pappersbit på en annan byggde hon upp flera lager och i en färdig bild kunde det vara flera hundra delar för att forma en blomma. Eftersom hon först dissekerade varje planta fick hon fram hur den exakt var uppbyggd." Mary Delany fäste stor vikt vid att se till att varje blomma var korrekt gjord, med rätt antal ståndare och kronblad. Hon fick blommor av The Royal Botanic Gardens, vilket ägdes av 1700-talets stora botanist, sir Joseph Banks.
Hon blev så välkänd att folk som ville ha ett papperskonstverk började skicka blommor till henne som hon skulle efterbilda. Man kan fortfarande se dem i Enlightenment Gallery och på British Museum idag. Efter hennes död ärvdes Mary Delanys "flora" på tio volymer av lady Llanover, Georgina Mary Ann Ports dotter. Lady Llanover, som dog år 1896 vid 94 års ålder, efterlämnade dessa volymer till British Museum..."
När hennes beskyddarinna änkehertiginnan dog, gav kungaparet henne ett litet hus på Windsor och en pension på 300 pund om året. Där blev Mary Delany bekant med drottning Charlotte och medan hon bodde i huset på Windsor blev hon en viktig medlem av hovets inre cirkel. Både kungen och drottningen besökte henne ofta i Windsor. Kungen och drottningen var stora understödjare av Marys pappersskärning: "The King and Queen...always desired that any curious or beautiful plants should be transmitted to Mrs. Delany when in blossom."
Frances Burney (Madame D'Arblay) presenterades för henne år 1783, och besökte ofta hennes hem i London och i Windsor. Delany var nu vid 80 års ålder berömd för sin pappersmosaik (collages), som nu finns på British Museum. Hon hade under sitt liv lärt känna många berömdheter och hade brevväxlat med Jonathan Swift, Sir Joseph Banks, och Young, samt efterlämnade ett detaljrikt porträtt av Englands societet på 1700-talet i sina sex volymer Autobiography and Letters (ed. Lady Llanover, 1861–1862). Burke kallar henne "en riktigt fin dam, en modell av en gångna tiders fulländade kvinna".
1980 publicerade en ättling till Mary Delanys syster Anne, Ruth Hayden, en bok om Delanys verk: Mrs. Delany and Her Flower Collages, som återutgavs 2000 som Mrs. Delany: Her Life and Her Flowers (British Museum Press).